# 平松修造
平松 修造（ひらまつ しゅうぞう、1992年9月29日 - ）は、日本テレビのアナウンサー。

## 来歴
兵庫県立神戸高等学校、法政大学経営学部卒業後、2015年日本テレビ入社。同期入社は尾崎里紗、笹崎里菜。
2015年6月3日放送の『1億人の大質問!?笑ってコラえて!』の企画「1年たったらこうなりましたの旅」でテレビ初出演し、同番組で2016年4月13日放送分まで密着された。
2015年9月4日より『ZIP!』の金曜フィールドキャスターとして加入した。2016年3月28日より月・火担当に、同年10月6日より木曜担当に、2017年4月以降は木・金曜担当に変更。2019年3月29日、番組を卒業。
2019年4月1日から2020年9月23日まで、『news every.』のスポーツキャスター（月 - 水曜）を担当。
2020年10月1日から当時先輩だった青木源太の後任として、『バゲット』の新MCに就任（青木のフリー転身に伴う退社のため）するも、2022年9月29日付で2年間で降板。

## 人物
大阪府生まれ、4歳から高校卒業まで兵庫県神戸市で育つ。身長178cm。名前の「修造」は、母親が松岡修造のファンだったことに由来する。家族は両親の他に、姉と13歳年下の妹がいる。 同期の笹崎と同じ左利き（ギターは右）である。
中学・高校時代は陸上部に所属していた。また、大学時代は同大学の「自主マスコミ講座」に所属し、卒業式では東日本大震災の影響で中止した入学式の新入生代表挨拶を代読した。
「モテたい」という動機から、中学2年生のころから趣味としてアコーステックギターをはじめる。日本テレビのプロフィール紹介およびリレーエッセイ内で述べている。［外部リンク参照］しかし、世の中はそれほど甘くないともの述べている。好きなアーティストに、秦基博・山崎まさよし・スガシカオ・あいみょん・ASIAN KUNG-FU GENERATIONなどを挙げ、自身がMCを務めるバゲットでは多くのアーティストにインタビューを行っている。
ギブソンのHummingbirdを愛用し、同番組内でも度々ギターを披露し、藤井フミヤとの「TRUE LOVE」や、山崎まさよしとの「未完成」など、アーティストとも実際にギターでのセッションを果たしている。
水卜麻美を中心とした「みとみょん」という日本テレビアナウンサーのバンドをプライベートで組んでいる。ギター担当（Vo&Gt水卜麻美・Ba森圭介・Dr篠原光）

## 出演番組
太字は、現在出演中
- 1億人の大質問!?笑ってコラえて!（2015年6月3日 - 2016年4月13日）-「1年たったらこうなりましたの旅 第1弾『アナウンサー』編」
- ZIP!
  - 金曜フィールドキャスター（2015年9月4日 - 2016年3月25日）
  - 山本健太の代理（2015年10月19日・11月16日、2016年4月27日・6月1日・7月13日）[11]
  - 山﨑誠の代理（2015年12月17日、2016年4月28日・29日・7月1日・8月4日・25日・9月8日・9日・10月21日・12月16日）
  - 月・火曜フィールドキャスター（2016年3月28日 - 9月27日）[12]
  - 木曜フィールドキャスター（2016年10月6日 - 2017年3月30日）
  - 木・金曜フィールドキャスター（2017年4月6日 - 2019年3月29日）[13]
  - 梅澤廉の代理（2017年8月16日・9月5日・6日）
  - 木・金曜スポーツキャスター（2022年10月6日 - ）[14]
  - 山本紘之の代理（2022年10月12日、2023年3月29日・5月29日・9月20日・27日、2024年1月15日 - 17日・7月22日 - 24日・29日 - 31日・8月7日・12日・9月9日 - 11日）
  - 安村直樹の代理（2024年8月22日・9月5日・12日・19日・26日・10月3日・10日・17日・31日）
  - 菅谷大介の代理（2024年10月4日）
- NNNニュースサンデー（2016年10月23日 - 、シフト勤務）
- news every. - スポーツキャスター
  - 山﨑誠の代理（2018年2月5日・6日・12日・13日・19日・20日）
  - 月〜水曜担当（2019年4月1日 - 2020年9月23日）
  - 伊藤遼の代理（2023年1月30日）
- news zero
  - 山本紘之の代理（2020年1月29日）
  - 安村直樹の代理（2022年11月21日、2023年3月27日・8月11日）
- ヒルナンデス！
  - ｢ファッションセンスランキング男性アナウンサーSP」（2020年4月30日・7月23日・11月19日、2021年3月25日・6月17日、2022年1月13日）
  - 梅澤廉の代理アシスタント（2020年10月23日）
  - 篠原光の代理アシスタント（2021年10月22日）
  - ニュースキャスター代理（2022年1月17日・5月3日、2023年5月10日）[15]
- バゲット（2020年10月1日 - 2022年9月29日）- MC[16]
- NNNストレイトニュース
  - 安藤翔の代理（2022年11月25日）
  - 水曜「ストレイトニュース」キャスター（2023年6月7日 - 2024年3月27日）
  - 矢島学の代理（2023年8月15日）
  - 藤田大介の代理（2024年10月30日・11月4日・5日）
  - 月曜「ストレイトニュース 」キャスター（2025年3月31日 - ）
- 日テレアップDate!（2023年4月23日 - ）- 司会
- 皇室日記（2023年4月23日 - ）- 司会
- DayDay.（2023年5月10日）- 田中毅（ナレーター）の代理
- 情報ライブ ミヤネ屋（読売テレビ制作、2024年10月1日 - ）- 火曜ニュースキャスター
- スポーツ中継

## 吹き替え
- バック・トゥ・ザ・フューチャー PART2（スポーツアナ）※日本テレビ版[17]